# 일리아스 멘지스 트린다지
일리아스 멘지스 트린다지(포르투갈어:  Elias Mendes Trindade, 1985년 5월 16일 ~ )는 브라질의 전 축구 선수로, 현역 시절 포지션은 미드필더였다.

## 선수 경력

### 코린치앙스
2010시즌 리그 베스트 11에 선정되었다.

### 플라멩구
2013시즌 리그 베스트 11에 선정되었다.

### 코린치앙스
2015시즌 리그 베스트 11에 선정되었다.